# Trichopus
Trichopus es un género de plantas fanerógamas perteneciente a la familia Dioscoreaceae que incluye cuatro especies. 

## Especies seleccionadas
- Trichopus malayanus
- Trichopus piperifolius
- Trichopus sempervirens
- Trichopus zeylanicus

## Sinónimo
- Trichopodium Lindl. (1832).
- Steireya Raf. (1838).
- Podianthus Schnizl. (1843).
- Avetra H.Perrier (1924).[1]